# 巴勒迪克站
巴勒迪克站是法国的一个铁路车站，位于法国东北部城市，默兹省省会巴勒迪克。

## 位置

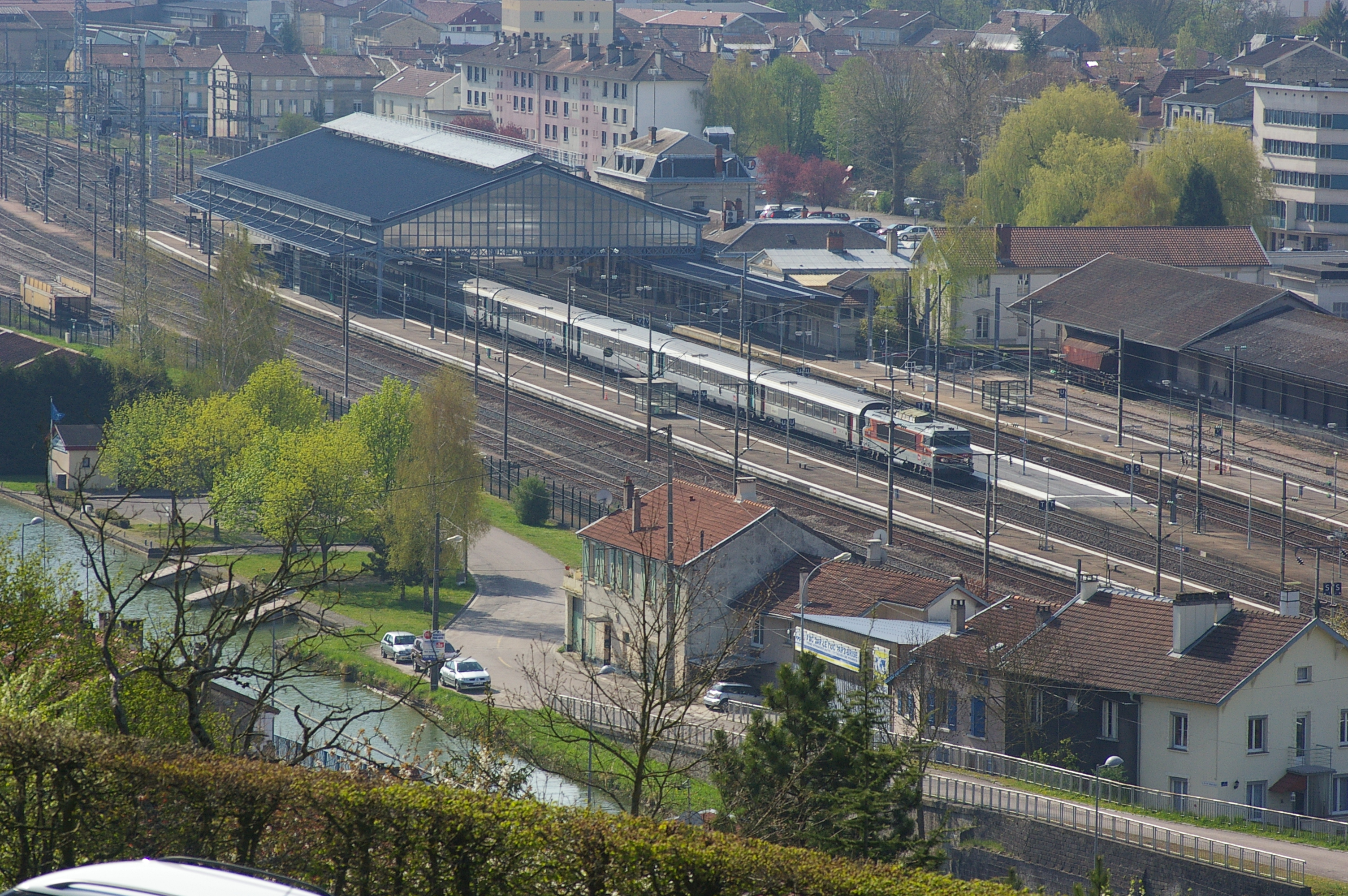
巴勒迪克站全貌

巴勒迪克站位于巴勒迪克市区的中部，奥尔南河右岸。车站大致呈东南-西北走向，开口朝西南。

## 车站历史
巴勒迪克站的主站房建于1851年，是当时法国除巴黎地区以外最豪华的车站之一，其站内设有大型无柱雨棚，而站前则开辟了大型的车站广场。
在法国高速铁路东线建成以前，巴勒迪克站是巴黎前往斯特拉斯堡及南德方向的必经之路。现巴勒迪克站每天开行2班直达巴黎的TGV列车，而少量长途跨线TGV列车则停靠于巴勒迪克以北大约30公里处的默兹TGV站。

## 停靠线路
以下列车线路在巴勒迪克站停靠：
| 巴勒迪克站列车线路表               |              |                  |               |              |
| 线路                               | 车种         | 上一站           | 下一站        | 大致运行频率 |
| 巴黎—巴勒迪克                      | TGV          | 维特里勒弗朗索瓦 | （终点）      | 每天1~2趟    |
| 巴黎—巴勒迪克                      | 法国大区列车 | 维特里勒弗朗索瓦 | （终点）      | 每天4趟左右  |
| 埃佩尔奈/巴勒迪克—梅斯             | 法国大区列车 | （起点）         | 勒鲁维勒      | 每天4趟左右  |
| 兰斯/埃佩尔奈/雷维尼/巴勒迪克—南锡 | 法国大区列车 | 雷维尼/（起点）  | 南索瓦-通维勒 | 每天2趟左右  |
| 1.                                 |              |                  |               |              |

## 配套交通

### 城际长途客运
巴勒迪克站对应的大巴车上下车地点位于车站西北侧的Gare Multimodale，出站后右转即可看见。
| 停靠巴勒迪克的大巴车 |                                            |                                                                        |
| 上下车地点           | 运营单位                                   | 主要目的地                                                             |
| Gare Multimodale     | 默兹省城际客运 RITM （页面存档备份，存于） | 默兹TGV站                                                              |
| Gare Multimodale     | 默兹省城际客运 RITM （页面存档备份，存于） | 圣迪济耶、凡尔登、塞尔迈兹莱班、贡德雷库尔莱沙托、利尼昂巴华           |
| Gare Multimodale     | SNCF                                       | （当某条铁路线施工或罢工时，SNCF可能会提供途径该线路沿途站点的大巴车） |
| 1. 2. 3.             |                                            |                                                                        |

### 市内交通
巴勒迪克站附近有两个对应的公交车站。
| '巴勒迪克站附近的市内公共交通线路 |                  |               |
| 公交车站名称                      | 位置             | 停靠线路      |
| Allende－Gare                     | 巴勒迪克站西北侧 | 2路、3路、4路 |
| Sébastopol－Gare                  | 巴勒迪克站东南侧 | 1路、2路、3路 |
| 1.                                |                  |               |

## 临近车站
| 巴勒迪克站（Gare de Bar-le-Duc） |                      |                 |
| 上行车站                         | 线路                 | 下行车站        |
| 雷维尼站                         | 巴黎－斯特拉斯堡铁路 | 南索瓦-通维勒站 |
| - 本表仅显示运营中的线路及车站   |                      |                 |